# Bernard Haisch
Bernard Haisch là nhà vật lý thiên văn người Mỹ gốc Đức, người đã thực hiện nghiên cứu về vật lý thiên văn sao Mặt Trời và điện động lực học ngẫu nhiên. Ông hợp tác cùng với Alfonso Rueda phát triển một lý thuyết suy tưởng rằng trạng thái năng lượng thấp nhất khác không của chân không, như dự đoán của cơ học lượng tử, có thể đưa ra lời giải thích vật lý cho nguồn gốc quán tính và một ngày nào đó có thể được sử dụng cho lực đẩy tàu vũ trụ. Haisch đã ủng hộ nghiên cứu khoa học nghiêm túc về các hiện tượng bên ngoài phạm vi khoa học truyền thống và được biết đến vì sự quan tâm đến hiện tượng UFO cũng như một loạt các chủ đề không chính thống khác.

## Tiểu sử
Haisch sinh ra tại Stuttgart, Đức và lấy bằng Tiến sĩ Thiên văn học từ Đại học Wisconsin–Madison năm 1975 và sau đó ba năm làm nghiên cứu sinh sau tiến sĩ tại Viện Liên hợp Phòng thí nghiệm Vật lý thiên văn tại Đại học Colorado ở Boulder, Colorado.
Haisch đã làm việc tại Phòng thí nghiệm Vật lý thiên văn & Năng lượng mặt trời tại Lockheed Martin ở Palo Alto, California và từng là phó giám đốc của Trung tâm Phòng thí nghiệm Vật lý thiên văn Bức xạ cực tím tại Đại học California, Berkeley. Ông từng là một nhà khoa học đến thăm Viện Vật lý ngoài Trái Đất Max Planck ở Garching, Đức và tại Đại học Utrecht ở Hà Lan. Nghiên cứu chính của ông từ giữa những năm 1970 cho đến cuối những năm 1990 là vật lý thiên văn năng lượng cao, và cụ thể là phát xạ tia cực tím và tia X từ coronae và bão Mặt Trời và các ngôi sao loại muộn khác.
Haisch đã xuất bản hơn một trăm tài liệu nghiên cứu về nhiều chủ đề khác nhau, nhiều trong các tạp chí uy tín như Nature, Science, Physical Review, Astrophysical Journal, và Annalen der Physik. Ông cũng đã phục vụ trong mười năm với tư cách là biên tập viên của Astrophysical Journal.
Trong một loạt các bài báo khoa học, Haisch và Alfonso Rueda, một nhà vật lý hiện đang giảng dạy tại Khoa Kỹ thuật Điện, Đại học Bang California, Long Beach, California, đã phát triển một giả thuyết gây tranh cãi trong bối cảnh điện động lực học ngẫu nhiên. Khẳng định này, rằng các nhà quan sát gia tốc trải qua một lực do trường điểm 0 và "lực phản ứng điện từ" này chịu trách nhiệm về quán tính của các vật thể, dựa trên một tính toán trong đó Haisch và Rueda đã tính toán một điểm 0 khác "trường điểm 0 Vectơ Poynting". Tính toán của các nhà vật lý khác, chẳng hạn như Bill Unruh, dường như mâu thuẫn với kết quả này. Quan điểm chủ đạo là trường điểm 0 không tạo ra lực vật lý đối với người quan sát đang tăng tốc đối với "khoảng trống". Tuy nhiên, người ta biết rằng nếu không có trường điểm 0, trạng thái quay của mọi vật chất sẽ sụp đổ vào bên trong gần như tức thời.
Năm 1999, Haisch thành lập Viện Vật lý và Vật lý thiên văn California ở Palo Alto, California, một tổ chức chủ yếu dành cho nghiên cứu về chân không lượng tử điện từ và được tài trợ bởi tiền từ thiện tư nhân. Viện trước đây sử dụng năm nhà vật lý toàn thời gian thực hiện nghiên cứu về lý thuyết dây, thuyết tương đối rộng và điện động lực học ngẫu nhiên. Haisch từng là giám đốc của viện từ năm 1999 đến năm 2002.
Kể từ năm 2002, Haisch đã tham gia vào ManyOne Networks và các dự án Digital Universe liên quan nhằm sản xuất, trong số những thứ khác, một bách khoa toàn thư trực tuyến đa phương tiện. Năm 2006, Haisch đã xuất bản một cuốn sách nổi tiếng nhan đề The God Theory (Thuyết Chúa), trong đó ông cố gắng dung hòa niềm tin khoa học hiện đại với niềm tin tôn giáo truyền thống. Ông cho rằng sở thích tâm linh của mình là trải nghiệm giáo dục tại Trường Latinh Indianapolis (một trường trung học liên kết với Giáo hội Công giáo Rôma), và tại Chủng viện St. Meinrad và Archabbey.
Haisch là cựu biên tập viên của tờ Journal of Scientific Exploration chuyên xuất bản các bài báo về "các chủ đề bên ngoài các ngành khoa học chính thống" như hiệu ứng siêu linh, hiện tượng UFO và động vật học thần bí. Ngoài các bài báo đăng trên các tạp chí chính thống và các biên bản hội nghị, Haisch cũng xuất bản các bài báo trên tạp chí Science & Spirit và Journal of Noetic Sciences, một tạp chí cận tâm lý học do Viện Khoa học Noetic xuất bản. Bên cạnh đó, Haisch còn tạo ra một trang web có tên UFO Skeptic, nhằm thúc đẩy việc điều tra hiện tượng UFO của các nhà khoa học chuyên nghiệp.

## Ấn phẩm
- Haisch, Bernard (2006). The God Theory: Universes, Zero-point Fields, And What's Behind It All. York Beach, ME: Red Wheel/Weiser Books. ISBN 1-57863-374-5.
  - Book website

Các bài báo chính được chọn bởi Bernard Haisch về vật lý thiên văn:
- Haisch, B.; Strong, K.T.; Rodono, M. (1991). “Flares on the Sun and other stars”. Annual Review of Astronomy & Astrophysics. 29: 275. Bibcode:1991ARA&A..29..275H. doi:10.1146/annurev.aa.29.090191.001423.
- Haisch, B.; Schmitt, J.H.M.M.; Fabian, A.C. (1992). “Disappearance of coronal X-ray emission in stars with cool dense winds”. Nature. 360 (6401): 239. Bibcode:1992Natur.360..239H. doi:10.1038/360239a0.
- Haisch, B.; Antunes, A.; Schmitt, J.H.M.M. (1995). “Solar-like M-class X-ray flares on Proxima Centauri observed by the ASCA satellite”. Science. 268 (5215): 1327–9. Bibcode:1995Sci...268.1327H. doi:10.1126/science.268.5215.1327. PMID 17778978.

Một vài ấn phẩm đại diện liên quan đến nguồn gốc vật lý được đề xuất của quán tính như một lực kéo điện từ và các sơ đồ đẩy tàu vũ trụ theo giả thuyết:
- Haisch, B; Rueda, A.; Puthoff, H. E. (1994). “Inertia as a zero-point-field Lorentz force”. Physical Review A. 49 (2): 678–694. Bibcode:1994PhRvA..49..678H. doi:10.1103/PhysRevA.49.678. PMID 9910287.
- Haisch, Bernard; Rueda, Alfonso (1998). “Contribution to inertial mass by reaction of the vacuum to accelerated motion”. Found. Phys. 28 (7): 1057–1108. arXiv:physics/9802030. doi:10.1023/A:1018893903079.
- Haisch, Bernard; Rueda, Alfonso (ngày 21 tháng 9 năm 1999). “Toward an Interstellar Mission: Zeroing in on the Zero-Point-Field Inertia Resonance”. AIP Conference Proceedings. arXiv:physics/9909043. doi:10.1063/1.1290904.
- Haisch, Bernard; Rueda, Alfonso; Dobyns, York (2001). “Inertial mass and the quantum vacuum fields”. Annalen der Physik. 10 (5): 393–414. arXiv:gr-qc/0009036. Bibcode:2001AnP...513..393H. doi:10.1002/1521-3889(200105)10:5<393::AID-ANDP393>3.0.CO;2-Z.
- Haisch, Bernard (2001). “Freeing The Scientific Imagination”. Noetic Sciences Review. 57: 24.
- Haisch, Bernard; Rueda, Alfonso (2005). “Gravity and the Quantum Vacuum Inertia Hypothesis”. Annalen der Physik. 14 (8): 479–498. arXiv:gr-qc/0504061. Bibcode:2005AnP...517..479R. doi:10.1002/andp.200510147.
- Deardoff, J.; Haisch, B.; Puthoff, H. E. (2005). “Inflation-Theory Implications for Extraterrestrial Visitation”. Journal of the British Interplanetary Society. 58: 43–50. Bibcode:2005JBIS...58...43D. eprint version from UFO Skeptic, Haisch's website devoted to encouraging genuinely objective and scientific inquiry into matters related to the UFO phenomenon.